# Darren Clarke
Darren Christopher Clarke, OBE (Dungannon, Condado de Tyrone, 14 de agosto de 1968) é um golfista profissional da Irlanda do Norte que atualmente joga no European Tour e já jogou no PGA Tour. Ele ganhou 21 torneios em todo o mundo em várias das principais excursões do golfe, incluindo o European Tour, o PGA Tour, o Sunshine Tour e o Japan Golf Tour. Sua maior vitória veio quando ele ganhou o The Open de 2011 no Royal St. George, na Inglaterra, sua primeira grande vitória depois de mais de 20 anos e 54 tentativas.
Clarke também ganhou dois eventos do Campeonato Mundial de Golfe, mais notavelmente o WGC-Andersen Consulting Match Play Championship de 2000, quando derrotou Tiger Woods na final. Clarke foi classificado no top-10 do Official World Golf Ranking por 43 semanas entre 2000 e 2002. Sua maior pontuação na lista de prêmios da European Tour é a segunda, que ele alcançou em 1998, 2000 e 2003. Clarke é atualmente classificado como o sétimo maior ganhador em dinheiro na carreira no European Tour.
Clarke representou a Irlanda como amador e profissional, notavelmente na Copa do Mundo e na Alfred Dunhill Cup, e foi membro de cinco equipes consecutivas da European Ryder Cup entre 1997 e 2006.

## Carreira

### Início da carreira (1990-92)
Clarke tornou-se profissional em 1990 e jogou sua primeira temporada completa no European Tour em 1991. Ele disputou seu primeiro grande campeonato no The Open Championship de 1991, sofrendo o corte antes de terminar empatado em 64º lugar. Em 1992, Clarke teve uma sólida temporada no European Tour, terminando em 41º na Ordem de Mérito, conseguindo assim o seu melhor resultado na carreira, com um segundo lugar no Honda Open. Ele terminou três golpes atrás do campeão Bernhard Langer.

## Títulos

### Torneios Major´s (1)
| Ano  | Campeonato            | Resultados             | Margem    | Vice-campeão                   |
| ---- | --------------------- | ---------------------- | --------- | ------------------------------ |
| 2011 | The Open Championship | −5 (68-68-69-70 = 275) | 3 tacadas | Dustin Johnson, Phil Mickelson |